# Constant Nuytens
C.A.C.M. (Constant) Nuytens (Borne, 17 juni 1942) is een voormalig Nederlands politicus van het CDA.
In 1979 werd hij chef van de afdeling Kabinetszaken bij het Ministerie van Binnenlandse Zaken en daarnaast was Nuytens de secretaris van de in 1982 ingestelde 'Adviescommissie herziening decoratiestelsel'. In 1983 volgde zijn benoeming tot burgemeester van de Limburgse gemeente Beesel en in 1992 werd Nuytens benoemd tot burgemeester van Valkenburg aan de Geul. Daarnaast was hij vanaf december 2000 een half jaar waarnemend burgemeester van de buurgemeente Gulpen-Wittem toen Jos Som burgemeester van Kerkrade werd. Ook was hij in 2002 een halfjaar waarnemend burgemeester in de buurgemeente Nuth, toen burgemeester Sjraar Cox daar vertrok. Met de benoeming van Headly Binderhagel als burgemeester van Nuth eindigde deze waarneming. Met zijn pensionering in juni 2007 kwam een einde aan zijn burgemeesterscarrière. In Valkenburg aan de Geul werd bij zijn afscheid een straat vernoemd naar hem vernoemd: de Constant Nuytens Allee. Ook is er in de gemeentegrot een wandtekening onthuld met een afbeelding van Nuytens.